# Cumè
El cumè o cumé és el nom comú de l'isopropilbenzè, un compost orgànic que és un hidrocarbur aromàtic. És un constituent del petroli cru i dels combustibles refinats. És un líquid incolor inflamable que bull a 152 °C. Pràcticament tot el cumè que es produeix és un compost pur que a escala industrial es converteix en hidroperòxid de cumè, el qual és un producte intermedi en la síntesi d'altres productes químics importants, principalment fenol i acetona.

## Producció
Comercialment, el cumè es produeix mitjançant l'alquilació de Friedel-Crafts del benzè amb propilè. Antigament s'havia emprat àcid fosfòric sòlid suportat sobre alúmina com a catalitzador, però des de mitjans de la dècada de 1990 la producció comercial utilitza catalitzadors basats en zeolita.
L'isopropilbenzè és estable però pot formar peròxids durant l'emmagatzemament en contacte amb l'aire.